# Avenue de Tourville
L'avenue de Tourville est une voie du 7e arrondissement de Paris. 

## Situation et accès

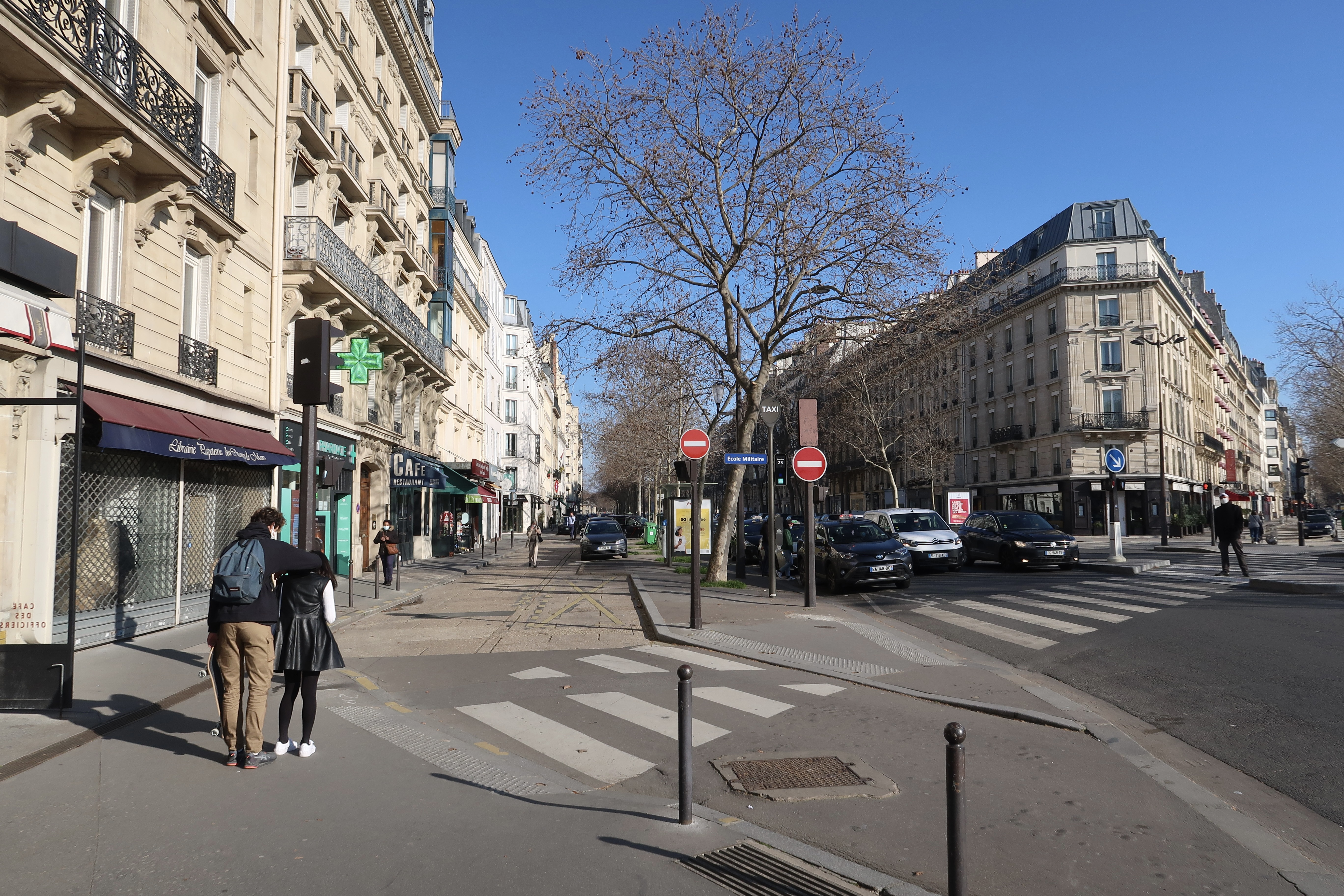
Au croisement avec l'avenue Duquesne.

Orientée est-ouest, longue de 550 mètres, elle commence au 8, boulevard des Invalides et se termine au 3, place de l'École-Militaire et avenue Duquesne. 
Elle est desservie par la ligne 8, à la station  École Militaire.

## Origine du nom

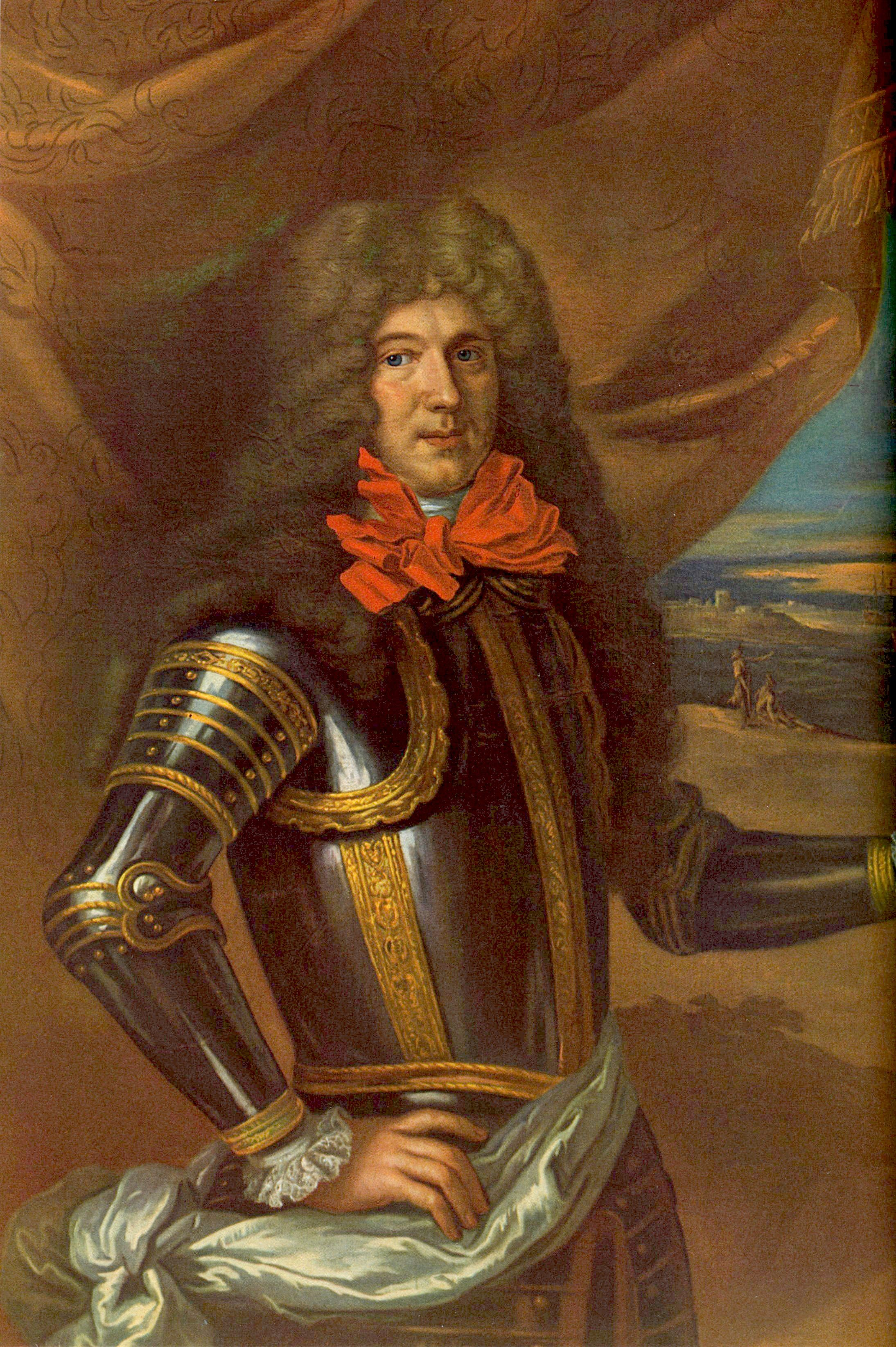
Le comte de Tourville.

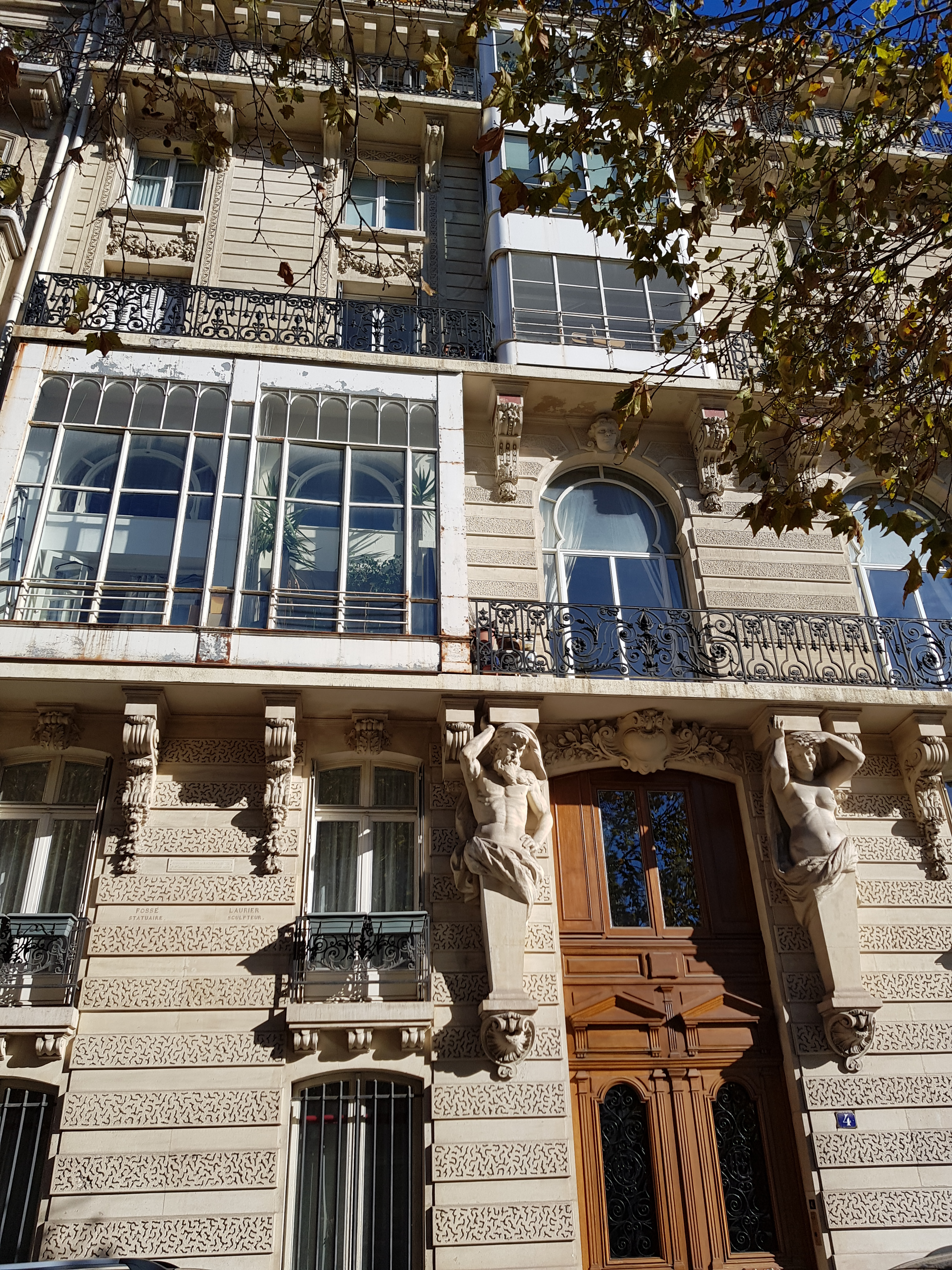
Façade du no 4.

L'avenue rend hommage à Anne Hilarion de Costentin, comte de Tourville (1642-1701), vice-amiral, maréchal de France.

## Historique
La partie qui longe les Invalides existait en 1680 ; le surplus a été tracé vers 1780 sur l'emplacement d'un ancien chemin. Cette avenue finissait autrefois avenue de La Motte-Picquet. La voie est cédée par l'État à la ville en vertu de la loi du 19 mars 1838.
Un arrêté du 16 juillet 1912 a réuni à la place de l'École-Militaire le débouché de l'avenue de Tourville sur l'avenue de La Motte-Picquet.

## Bâtiments remarquables et lieux de mémoire
- No 1 : le peintre Jacques Thiout (1913-1971) y résida[2].
- No 4 : immeuble construit par l’architecte Eugène Dutarque en 1891. Porte d’entrée encadrée par un atlante et une cariatide[3].
- No 23 : immeuble où est né l'écrivain Charles Bourcier (1882-1914).